# شعله‌ور (فیلم)
شعله‌ور فیلمی ایرانی به کارگردانی حمید نعمت‌الله، تهیه‌کنندگی محمدرضا شفیعی و نویسندگی هادی مقدم‌دوست و حمید نعمت‌الله محصول سال ۱۳۹۵ است. نخستین نمایش این فیلم در سی و ششمین دوره جشنواره فیلم فجر بود.
این فیلم از تاریخ ۲۴ مرداد ۱۳۹۷ در سینماهای ایران اکران شده است.

## داستان فیلم
داستان زندگی مردی را روایت می‌کند که احساس می‌کند «عددی نشده» است و این احساس او همهٔ زندگی‌اش را تحت تأثیر قرار می‌دهد.

## نشست خبری
مژگان صابری به دلیل حرکات عجیبش در نشست خبری فیلم در بهمن ۱۳۹۶ خبرساز شد. عده‌ای از ابتلای او به بیماری اوتیسم خبر دادند، اما حمید نعمت‌الله کارگردان این فیلم، آن را تکذیب کرد.

## بازیگران
| بازیگر         | نقش       |
| -------------- | --------- |
| امین حیایی     | فرید      |
| دارا حیایی     | نوید      |
| زری خوشکام     | مادر فرید |
| بهمن پرورش     | مصطفی     |
| فربد قبادی     | کاوه      |
| مژگان صابری    | وحیده     |
| پانته‌آ مهدی‌نیا | مژده      |

## جوایز

### سی و ششمین دوره جشنواره فیلم فجر
| بخش                       | نامزد                         | نتیجه | جایزه        |
| ------------------------- | ----------------------------- | ----- | ------------ |
| بهترین بازیگر نقش اول مرد | امین حیایی                    | برنده | دیپلم افتخار |
| بهترین فیلمنامه           | هادی مقدم‌دوست و حمید نعمت‌الله | برنده | سیمرغ بلورین |
| بهترین موسیقی متن         | سهراب پورناظری                | برنده | سیمرغ بلورین |
| بهترین صداگذاری           | امین شریفی و بابک شکیبا       | برنده | سیمرغ بلورین |
| بهترین طراحی لباس         | سوسن نوروزی                   | برنده | سیمرغ بلورین |
| بهترین چهره‌پردازی         | مهرداد میرکیانی               | برنده | سیمرغ بلورین |

### جشن نوزدهم دنیای تصویر
| بخش                         | نامزد                          | نتیجه | جایزه                  |
| --------------------------- | ------------------------------ | ----- | ---------------------- |
| بهترین بازیگر مرد           | امین حیایی                     | نامزد | تندیس حافظ             |
| بهترین کارگردانی            | حمید نعمت‌الله                  | نامزد | تندیس حافظ             |
| بهترین فیلم                 | محمدرضا شفیعی                  | نامزد | تندیس حافظ             |
| بهترین تدوین                | مهدی سعدی                      | نامزد | تندیس حافظ             |
| بهترین فیلمنامه             | حمید نعمت‌الله و هادی مقدم دوست | نامزد | تندیس حافظ             |
| بهترین فیلمبرداری           | روزبه رایگا                    | نامزد | تندیس حافظ             |
| بهترین موسیقی متن           | سهراب پورناظری                 | نامزد | تندیس حافظ             |
| بهترین دستاورد فنی و هنری   | محمدرضا شجاعی                  | نامزد | تندیس حافظ             |
| بهترین کارگردانی و فیلمنامه | حمید نعمت‌الله                  | برنده | جایزه ویژه هیئت داوران |